# Syzeuxis magnidica
Syzeuxis magnidica är en fjärilsart som beskrevs av Louis Beethoven Prout 1926. Syzeuxis magnidica ingår i släktet Syzeuxis och familjen mätare. Inga underarter finns listade i Catalogue of Life.